# Височе (Тржич)
Височе (словен. Visoče) — поселення в общині Тржич, Горенський регіон, Словенія. Висота над рівнем моря: 629,3 м.